# ایالت آنسوآتگی
ایالت آنسوآتگی (به اسپانیایی: Estado Anzoátegui) یکی از ایالت‌های ۲۳گانهٔ ونزوئلا است که در بخش شمال شرقی این کشور واقع شده‌است.
مرکز این ایالت، شهر بارسلونا است.

## مساحت
آنسوآتگی با ۴۳٬۳۰۰ کیلومتر مربع وسعت، ۴٫۷۲ درصد از مساحت کل ونزوئلا را به خود اختصاص داده و از این لحاظ، ششمین ایالت این کشور محسوب می‌شود.

## جمعیت
جمعیت آنسوآتگی در سال ۲۰۰۷ بالغ بر ۱٬۴۷۷٬۹۰۰ نفر برآورد شده که ۵٫۳ درصد از جمعیت کل کشور را شامل می‌شود. این ایالت از این جهت، هشتمین ایالت ونزوئلا به‌شمار می‌رود.

## سیاست
«تارک ویلیام ساب» از سال ۲۰۰۸ تا سال ۲۰۱۲ میلادی، سمت فرمانداری این ایالت را برعهده گرفته‌است.

## سایر مشخصات
آنسوآتگی در سال ۱۹۰۹ تأسیس شده و از لحاظ ناحیهٔ زمانی، ۴ ساعت و ۳۰ دقیقه با گرینویچ اختلاف دارد.